# Jacques Verheyen (glazenier)
Jacobus Hubertus (Jacques) Verheyen (Echt, 5 februari 1911 – Sittard, 20 augustus 1989) was een Nederlands glazenier en kunstschilder.

## Leven en werk
Verheyen, ook Verheijen, werd opgeleid aan de Teekenschool te Roermond als leerling van Joan Collette en bij Jean den Rooijen aan de Nijverheidschool. Vanaf 1928 werkte hij op het atelier van Den Rooijen. In 1935 vestigde hij zich als zelfstandig kunstenaar in Echt. Hij verzorgde het ontwerp en het glasschilderen, de technische kant van het werk liet hij uitvoeren bij diverse ateliers. Naast glas-in-loodramen vervaardigde Verheyen mozaïeken en muurschilderingen, vooral religieuze kunst ten behoeve van kerken en kapellen. Hij voerde opdrachten uit in Nederland, België, Duitsland, Frankrijk, Ghana, Gabon, Canada, USA en Indonesië.

## Afbeeldingen

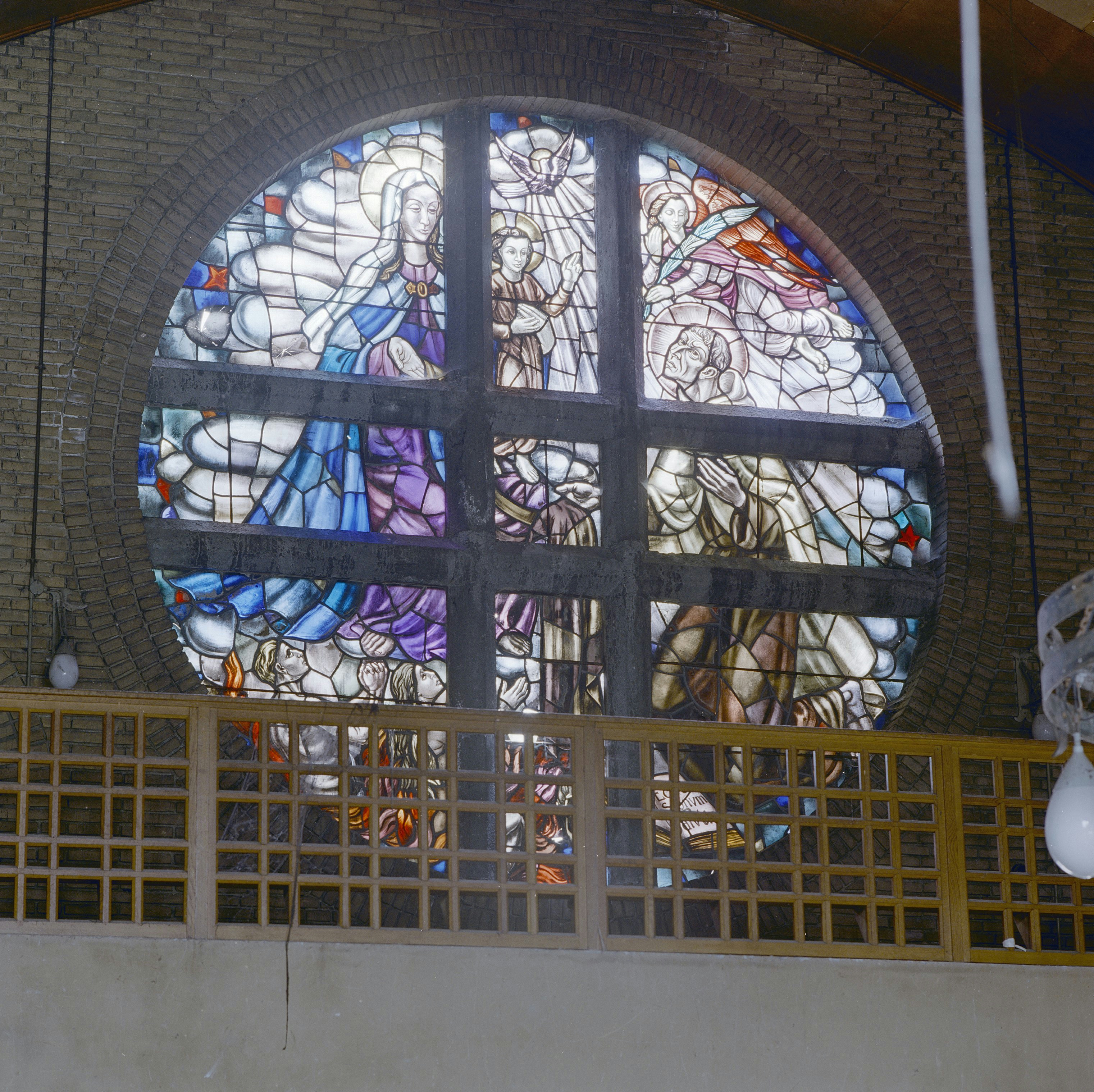
Paterskerk, Geleen
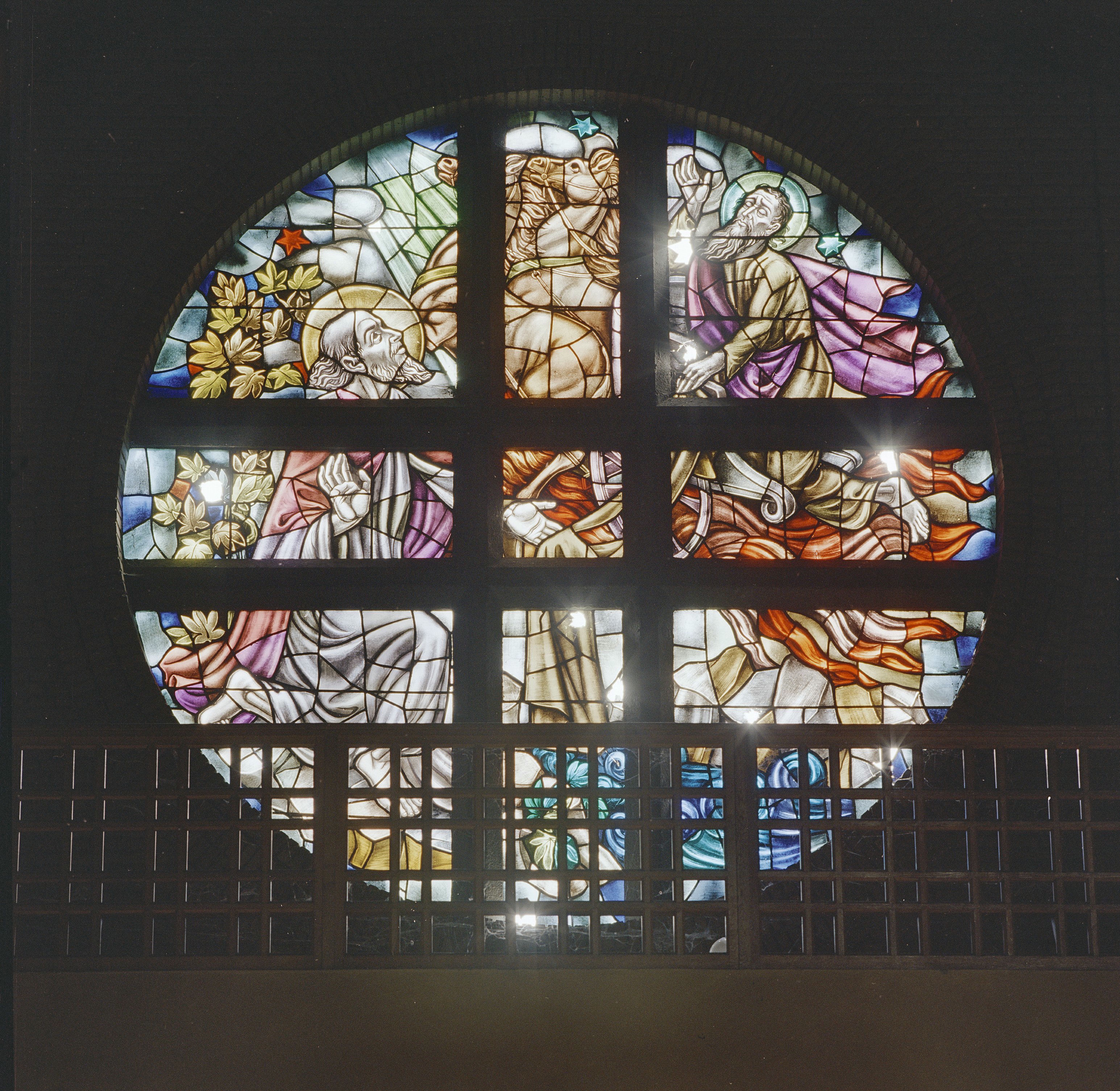
Paterskerk, Geleen